# Річард Тейт
Річард Грехем Тейт CBE (англ. Richard Graham Tait; нар. 22 травня 1947) — британський журналіст і професор журналістики Кардіффського університету. Був членом Бі-Бі-Сі Трасту, керівного органу Британської телерадіомовної корпорації, його наступником на посаді став Річард Ейр.
Тейт — колишній редактор програм Newsnight, Новини 4 каналу телеканалу Бі-Бі-Сі (1987—1995) і був головним редактором ITN (1995—2002). Є членом Королівського телевізійного товариства та Товариства редакторів.

## Освіта
Тейт навчався у Бредфілд-коледжі, незалежній школі-інтернаті для хлопчиків, розташованій у Бредфілді (графство Беркшир), а потім — в Оксфордському університеті.

## Кар'єра у Бі-Бі-Сі
1 серпня 2004 року, після участі в справі зі звітом лорда Гаттона, Тейт приєднався до колишньої Ради керівників Бі-Бі-Сі. Він замінив на посаді баронесу (Сару) Гоґґ, яка залишила правління після закінчення чотирирічного терміну своїх повноважень. Під час роботи в Раді він очолив Комітет керівників зі скарг на програми, де розглядали апеляції на скарги щодо програм Бі-Бі-Сі.
Після утворення Бі-Бі-Сі Траст Тейт був одним із чотирьох керівників (включно з тодішнім головою Трасту Майклом Ґрейдом, Дермотом Ґлісоном і Джеремі Пітом), хто перейшов до нового керівного органу Бі-Бі-Сі. У квітні 2008 року термін його повноважень як члена Трасту продовжили до 31 липня 2010 року.
Тейт очолює Комітет з питань редакційних стандартів Трасту, який встановлює редакційні та змістові стандарти Бі-Бі-Сі і заслуховує апеляції редакційних скарг.

## Інші посади та відзнаки
Раніше був директором Центру досліджень журналістики Кардіффського університету, але залишив цю посаду 2012 року, щоб зосередитися на наукових дослідженнях.
У 2003 році Тейту присвоєно Орден Британської імперії за заслуги у галузі телерадіожурналістики.